# Die Herren Dracula
Die Herren Dracula ist eine französische Horrorkomödie aus dem Jahr 1976. Als literarische Vorlage diente das Buch Der Vampir von Paris von Claude Klotz, das außer den Motiven mit Bram Stokers Dracula nichts zu tun hat.

## Handlung

### Vorgeschichte
Ein Vampirgraf zeugt mit der Sterblichen Hermine auf höchst menschliche Art ein Kind. Nach der Geburt ihres Sohnes beißt der Graf seine Gespielin und macht diese ebenfalls zum Vampir. Doch Hermine will sich mit ihrem neuen Schicksal nicht abfinden und fällt schließlich dem Sonnenlicht zum Opfer. Ferdinand, der gemeinsame Sohn, spielt seiner Familie gerne Streiche. So schickt er mit einem Trick sein Kindermädchen ins tödliche Sonnenlicht oder kegelt mit der Urne seiner Mutter.

### Vater und Sohn
Im Laufe der nächsten 200 Jahre entpuppt sich der Nachwuchs, sehr zum Leidwesen seines Vaters, als äußerst ungeschickter, gutmütiger und aus der Art geschlagener Vampir. So trägt er einer alten Frau ihre Sachen nach Hause, anstatt diese zu beißen. Alle Mühen des Vaters, aus seinem Sohn einen rechtschaffenen Vampir zu machen, schlagen fehl. So trinkt Ferdinand sein Blut noch als Erwachsener aus der Babyflasche.
Die Zeiten gehen ins Land. Nun, im 20. Jahrhundert, wird es in der Heimat unruhig. Die Kommunisten haben die Sozialistische Republik Rumänien ausgerufen und erklären die Vampire für enteignet und das alte Familienschloss zum Volkseigentum. Der letzte Vampirdiener wird mit einem Kreuz aus Hammer und Sichel vernichtet, Graf und Sohn können jedoch fliehen.

### Auszug in die Fremde
Die Vampire beschließen, das Land über den Seeweg zu verlassen. Um vor dem Tageslicht sicher zu sein, töten die Vampire auf dem Schiff zwei Matrosen und nehmen im Anschluss daran deren Plätze in den Särgen ein. Sie ahnen nicht, dass die Matrosen auf dem Meer eine Seebestattung erfahren werden. So werden die Särge schließlich über Bord geworfen und die Vampire getrennt.
Der Vater wird in England und der Sohn in Frankreich an Land gespült. Mit seinem Auftreten und der geisterhaften Erscheinung wird der Vater als Vampir-Darsteller zum Horrorstar und berühmt. Er beißt seine Schauspielerkollegin, wird mit ihr jedoch nicht glücklich und setzt sie der Sonne aus. Der Sohn, Ferdinand, hat weniger Glück. In Khaleb, einem Araber, findet er einen Freund. Er schlägt sich als Lagerist durch, kann aber das Bestechungsgeld für den korrupten Personalchef nicht bezahlen und wird entlassen. Seinen Hunger kann er immer noch nicht an Lebenden stillen. So bricht Ferdinand in eine Blutbank ein, um dort Blutkonserven zu stehlen, doch er wird erwischt und muss das verschüttete Blut durch Blutspende ersetzen. Ferdinand arbeitet schließlich als Nachtwächter und ernährt sich nun von Katzenblut.

### Familientreffen und Entzweiung
Im Zuge einer Filmaufführung fährt der Vater mit seinem Filmteam nach Frankreich, wo ihn Ferdinand im Fernsehen sieht. So sucht ihn Ferdinand auf und trifft dort auf die junge Nicole. Sie ist Reporterin und mit dem Werbefachmann Jean liiert. Vater und Sohn verlieben sich beide in sie. Zusammen mit dem Vater nimmt Nicole eine Werbung für Zahnpasta auf und dieser erklärt seinem Sohn, Nicole zu einer der ihren machen zu wollen. Ferdinand wendet sich enttäuscht von seinem Vater ab und geht wieder seinem Dienst als Nachtwächter nach. Er verdingt sich auf einem Schlachthof und ernährt sich widerstrebend von Ochsenblut. 

### Nicole und Ferdinand
Die junge Nicole hat sich inzwischen in den gutmütigen Ferdinand verliebt. Der klärt Nicole über seine Herkunft auf, doch sie glaubt ihm nicht. Beide gehen ein paar Mal aus, und schließlich übernachtet Ferdinand bei ihr, nachdem sich Nicole von Jean getrennt hat. Zu seinem Entsetzen bemerkt er nach dem Aufwachen, dass es helllichter Tag ist. Nicole betritt das Schlafzimmer und zieht die Vorhänge auf. Doch zu Ferdinands Erstaunen kann ihm das Sonnenlicht nichts mehr anhaben. Nicoles Liebe hat ihn wieder zu einem Sterblichen gemacht. Als er dies seinem Vater erzählt, will der es nicht hören und bezichtigt seinen Sohn der Lüge.

### Schluss
Ferdinand bricht mit seinem Vater und zieht mit Nicole zusammen. Der Vater, immer noch davon besessen, aus Nicole einen Vampir zu machen, taucht eines Abends in der Wohnung des Sohnes auf. Vater und Sohn geraten in heftigen Streit, der sich über Stunden hinzieht. Dadurch verpasst Ferdinands Vater unvorsichtigerweise den Sonnenaufgang. Als Nicole dann wütend die Vorhänge zurückzieht, trifft den Vater ein Sonnenstrahl und er zerfällt zu Staub. Da erkennt Nicole, dass ihr Ferdinand seinerzeit die Wahrheit erzählt hat.
Jahre später sind beide verheiratet und leben in Paris. Sie haben zwei Kinder, einen Jungen und ein Mädchen. Während das Mädchen sterblich ist, zeigen sich beim Sohn Merkmale der väterlichen Seite. So besitzt dieser bereits Vampirzähne und lacht verzückt, wenn sich seine kleine Schwester das Knie aufschlägt und blutet.

## Kritik
„Eine mit elegant-leichter Hand inszenierte Parodie, die die Topoi des Horrorfilms amüsant zu persiflieren weiß“, schreibt das Lexikon des internationalen Films.

## Hintergrund
Christopher Lee, der in etlichen Hammer-Filmen den Vampir gespielt hat, hatte sich nach Dracula braucht frisches Blut (1973) vorgenommen, nie wieder den Dracula spielen zu wollen. Da die Rolle in Die Herren Dracula ursprünglich nicht als die eines Dracula angelegt war, spielte er eine Parodie seiner einstigen Paraderolle. In der Tat wird die von Lee dargestellte Figur im Film stets nur als „der Graf“ bezeichnet; erst der Filmtitel suggeriert einen Zusammenhang zu Lees Rolle in den Hammer-Filmen.
In Großbritannien wurde der Film unter dem Titel Dracula and Son veröffentlicht.

## Christopher Lee zum Film
In einem Gespräch im Februar 1989 äußerte sich Lee dazu, dass dieser Film trotz des irreführenden Titels nicht als Dracula-Film gedacht war und auch seine Rolle nicht als die des Dracula angelegt war:

„Alles war anders: Das Kostüm war anders, die Perücke war anders, und meine Rolle nannte sich nicht einmal 'Dracula'. Der Name fällt im Film kein einziges Mal, ich heiße dort einfach nur 'Le Baron'. Die Leute von Gaumond haben den Draculanamen dann später einfach draufgesetzt, um den Film besser zu verkaufen.“